# Área de Relevante Interesse Ecológico Projeto Dinâmica Biológica de Fragmentos Florestais
A Área de Relevante Interesse Ecológico Projeto Dinâmica Biológica de Fragmentos Florestais (ARIE PDBFF) foi criada pelo Decreto Federal nº 91.884 de 05 de novembro de 1985. Está localizada na região Norte do Brasil, Estado do Amazonas, nos municípios de Manaus e Rio Preto da Eva. É uma Unidade de Conservação Federal e pertence ao grupo de Uso Sustentável. Sua gestão é feita pelo Instituto Chico Mendes de Conservação da Biodiversidade (ICMBio) em parceria com o Instituto Nacional de Pesquisas da Amazônia - INPA. O bioma predominante é o da Floresta Amazônica.
Histórico e Origem do Nome da Unidade de Conservação
A ARIE PDBFF possui uma área de 3.288 ha e é composta por 23 polígonos e fragmentos florestais. Desse total, 11 (onze) são definidos como fragmentos florestais com áreas de vegetação natural de floresta amazônica circundados por áreas em estádio de regeneração natural. Já os outros 12 (doze) são polígonos de reserva de florestas contínuas, com áreas de floresta primária natural delimitadas por uma poligonal fechada, limitadas por floresta amazônica nativa natural.
Para se falar da criação da ARIE Projeto Dinâmica Biológica de Fragmentos Florestais é necessário retomar o processo de discussão que ocorreu na década de 70 sobre a aplicabilidade da teoria da biogeografia de ilhas (MacArthur & Wilson, 1967) e da relação entre espécie-área muito utilizada para o planejamento de unidades de conservação. Esses princípios tentavam prever o tamanho ótimo das unidades de conservação que pudessem preservar o maior número de espécies (McNeill & Fairweather 1993). O debate conhecido como “Single Large or Several Small Reserves of Equal Area” cuja sigla é SLOSS discutia se uma única reserva grande conteria mais ou menos espécies do que várias pequenas reservas com o mesmo tamanho da reserva grande.
Naquela época, os estudos realizados eram mais teóricos e baseados em recifes de coral do que em dados reais. Foi em 1976 na National Science Foundation (NSF) dos Estados Unidos que Thomas Lovejoy, um pesquisador norte americano, soube dos incentivos fiscais dados pelo governo brasileiro para o “desenvolvimento” da Amazônia em uma região próxima de Manaus (Marjorie, 1990). Essa região conhecida como Distrito Agropecuário da Suframa (DAS) surgiu após a criação do Distrito Industrial de Manaus (DI) com o objetivo de atender ao Art. 1º do Decreto-Lei nº 288, de 28 de fevereiro de 1967 que tinha como como objetivo principal servir de modelo de ocupação de terras na Amazônia, pois não havia na região uma tradição agrícola e era necessário aumentar a oferta de alimentos na região e satisfazer a demanda de terras para a implementação de projetos de interesse da região (Fonte: http://clubedabaladeira.blogspot.com.br/2011/01/o-que-e-o-distrito-agropecuario-da.html. Acessado em 04/06/2012)
A legislação brasileira, vigente na época, previa que se podia desmatar 50% da floresta, deixando-se intacto o restante (Lei nº 4.771 de 15/09/1965). Assim, imensas e pequenas áreas de mosaicos surgiram e com isso, surgiu a oportunidade de se testar a controversa teoria no Brasil. A pergunta feita pelos pesquisadores, na época, tinha por base que se a ocupação da Amazônia fosse realizada conforme aquela legislação vigente era: qual seria o tamanho mínimo que uma área de floresta deveria ter para reter as características de floresta primária amazônica (Mesquita, 2009). Para aproveitar essa oportunidade, Lovejoy viajou então à Manaus, onde apresentou aos pesquisadores do Instituto Nacional de Pesquisas da Amazônia – INPA o projeto baseado na teoria da biogeografia de ilhas. Em 1979 com a ajuda do Fundo Mundial para Natureza (World Wilde Fund –WWF dos Estados Unidos) e do Conselho Nacional de Desenvolvimento Científico e Tecnológico (CNPq) sob a coordenação do pesquisador Richard Bierregaard foi realizada uma Expedição Científica denominada “Tamanho Mínimo Crítico de Ecossistemas” onde está localizada a ARIE. A partir daí surgiu projeto que mais tarde foi denominado “Projeto Dinâmica Biológica de Fragmentos Florestais”, inicialmente patrocinado pela WWF/USA. A criação do Distrito Agropecuário da Suframa permitiu então a implantação de vários experimentos em grande escala pelo Instituto Nacional de Pesquisas da Amazônia - INPA, que eram destinados principalmente ao uso agrícola e pastoril.
Antes da criação da ARIE PDBFF, o Conselho Nacional do Meio Ambiente – CONAMA por meio da Resolução nº 005, de 5 de junho de 1984, considerou haver necessidade de tomar medidas para salvaguardar algumas áreas naturais de grande importância ecológica e determinou que a Secretaria Executiva preparasse as minutas de Decreto e as encaminhasse ao Poder Executivo, através do Ministério do Interior, visando a implantação de várias ARIE´s, inclusive a área que abrigava o Projeto Dinâmica Biológica de Fragmentos Florestais.
Em 05 de novembro de 1985, as áreas de reservas florestais integrantes do então Projeto Dinâmica Biológica de Fragmentos Florestais foram declaradas como Área de Relevante Interesse Ecológico pelo Decreto Federal nº 91.884 que recebeu o nome do referido Projeto conforme Art. 1º abaixo:

            “Art 1º Fica declarada Área de Relevante Interesse Ecológico - ARIE as porções de terras representativas de vários ecossistemas existentes na Região Amazônica, que integra o Projeto Dinâmica Biológica de Fragmentos Florestais, localizada no Município de Manaus, Estado do Amazonas, com área de aproximadamente 3.288 hectares. ”